# 食火雞海岸區政府

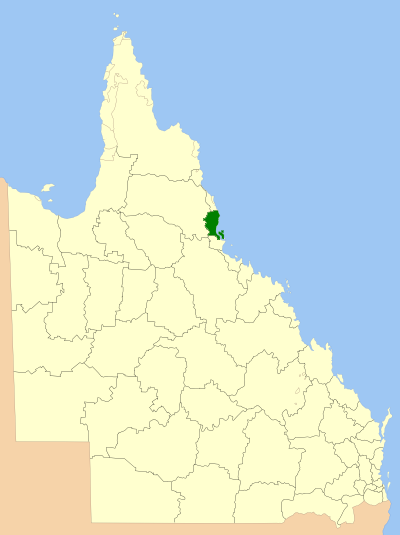
食火雞海岸區於昆士蘭州轄境圖

食火雞海岸區（Cassowary Coast Region）是澳大利亞昆士蘭州北部的地方政府；2008年，由2個地方政府合併而成，轄境有4,701平方公里，所統籌的政府預算有澳幣6400萬；2006年，人口有30,843人。

## 區議會
區議會由6名議員和1位區長所組成；區長為直選。

## 參考文獻

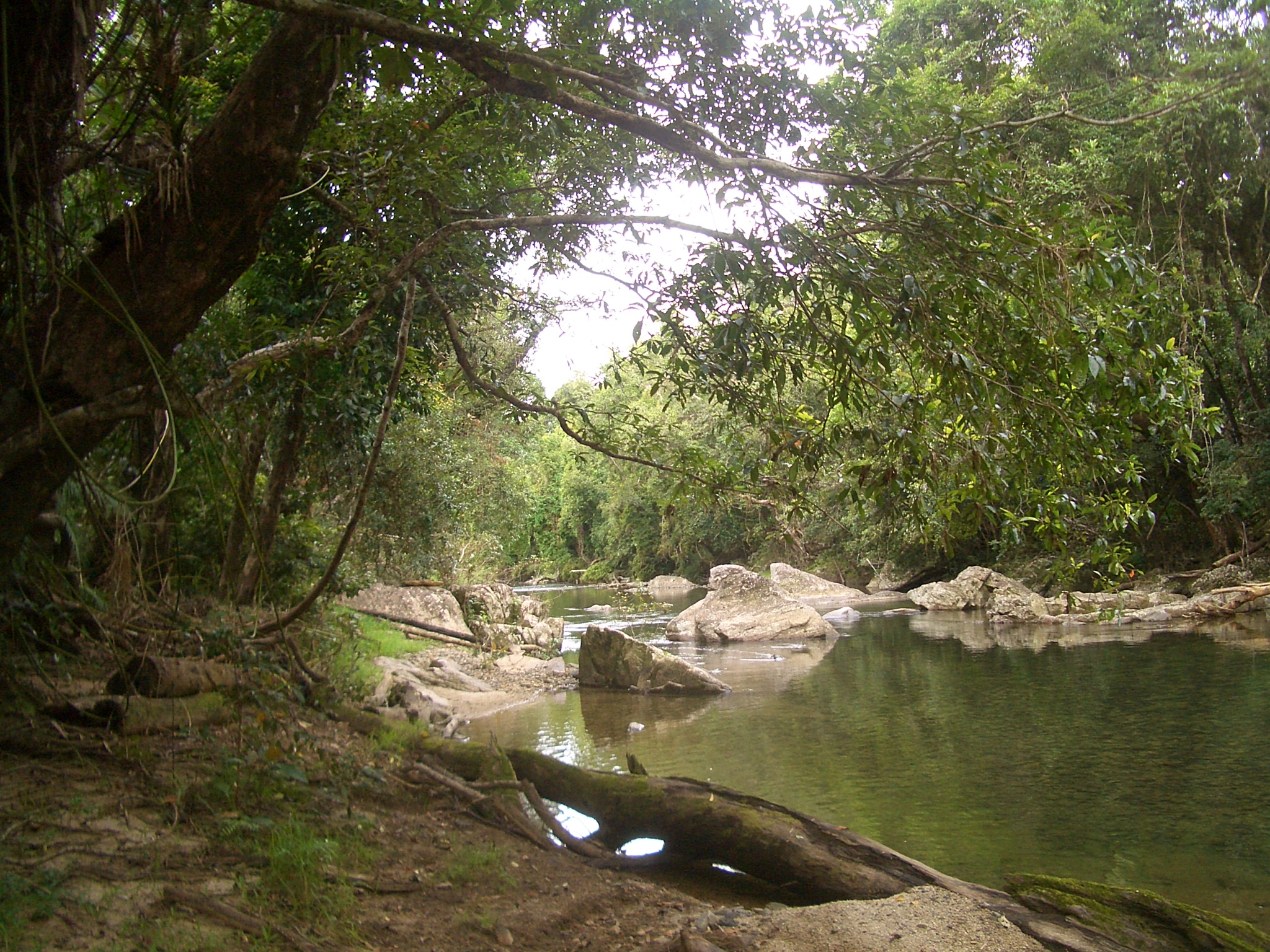
利物浦溪一景

## 外部連結
- 食火雞海岸區政府官方網站 （页面存档备份，存于）
- 聯結食火雞 當地節慶資訊網站